# Tough Mama
Tough Mama – piosenka skomponowana przez Boba Dylana, nagrana przez niego w listopadzie 1973, wydana na albumie Planet Waves w styczniu 1974.

## Historia i charakter utworu
Piosenka ta została nagrana na 4. sesji do albumu Planet Waves 6 listopada 1973 w The Village Recorder Studio B w Los Angeles w stanie Kalifornia. Innymi piosenkami sesji były: „On a Night Like This” (odrzut) i Hazel”.
Ten energiczny i dynamiczny utwór, przywołujący złe czasy, kojarzy się z „Tombstone Blues”, dzięki podobnej tematyce.
Piosenka ta ukazuje Dylana na rozdrożu – przywołuje on niejako swoją przeszłość, ale równocześnie wznosi inwokację do swojej muzy, aby dała mu siłę do pójścia dalej. Kompozycja ta traktuje o napięciu – ale i możliwościach – wynikających z duchowej i seksualnej wierności. Taka tematyka poruszana przez artystę będącego na rozdrożu, zupełnie jednoznacznie może być rozumiana jako zapowiedź zerwania z zapewne idyllicznym i sielskim życiem rodzinnym Dylana. Zdaje sobie także sprawę z tego, co będzie czuła jego żona. Jakby pragnąc ją zapewnić o swoich uczuciach, a może i się usprawiedliwić i ubezpieczyć, otwarcie wyraża swoje uczucia i obdarza ją określeniami z nich wynikającymi. Odczuwa się prawdę zarówno w jego uczuciach do Sary, jak i w tym, że niedługo wyruszy na trasę, bo to jest jego życie jako muzyka.

## Muzycy
Sesja 4.
- Bob Dylan – gitara, harmonijka, wokal
- Robbie Robertson – gitara
- Richard Manuel – pianino, perkusja
- Rick Danko – gitara basowa
- Garth Hudson – organy, akordeon
- Levon Helm – perkusja

## Wykonania piosenki przez innych artystów
- Sandoz – Unfamiliar Territory (1989)
- Jerry Garcia Band – How Sweet It Is (1997)